# Dispositif de concentration de poisson
Pour les articles homonymes, voir Dispositif et DCP.
 (mai 2017).
Si vous disposez d'ouvrages ou d'articles de référence ou si vous connaissez des sites web de qualité traitant du thème abordé ici, merci de compléter l'article en donnant les références utiles à sa vérifiabilité et en les liant à la section « Notes et références ».
Un dispositif de concentration de poisson (DCP) est un système flottant, naturel ou construit par l'homme, qui concentre en certains points des océans la faune pélagique superficielle (les récifs artificiels ne sont donc pas classés comme DCP). Il permet d'améliorer la pêche en créant un écosystème temporaire artificiel . Il a été créé en 1981 à Hawaï.
Il existe des dispositifs ancrés et d'autres dérivants.

## Fonctionnement
Les dispositifs construits les plus élémentaires sont constitués d'un mouillage (corps mort, ligne de quelques dizaines à plusieurs centaines de mètres et flotteur). Ces DCP sont mouillés au-delà de la bande côtière ; assez rapidement (surtout dans les zones tropicales) la partie supérieure de la ligne et le flotteur sont colonisés par des algues ou des alevins, qui sont à l'origine de l'apparition d'un écosystème complet autour duquel il est possible de venir régulièrement pêcher les espèces propres à la consommation humaine.
Les DCP sont couramment utilisés aux Antilles, dans le Pacifique sud et en Asie et dans l’océan indien  ; des essais ont été conduits en Méditerranée (Corse, notamment).

## Impact sur la faune marine
La pêche industrielle du thon utilise de tels dispositifs dérivants qui lui permettent la capture de 50 % de ses quotas annuels. Les DCP mettent en danger la pérennité des populations de thons, car ils attirent beaucoup de juvéniles, de jeunes thons qui n'ont pas encore pu se reproduire. Les prises annexes d'espèces parfois protégées telles que tortues, sélaciens et mammifères marins ont poussé Greenpeace à en demander l'interdiction dès 2011. Ces autres animaux pris par les pêcheurs sont souvent rejetés à la mer, mais ne survivent pas nécessairement à leur remise à l'eau.
Les épaves dérivantes, telles que les bois rejetés en mer par les fleuves, sont un exemple de ces dispositifs naturels bien connus de la pêche artisanale. Il existe « des dizaines de milliers de DCP » construits à la dérive, selon l'ancien chercheur de l'Institut de recherche pour le développement, Alain Fonteneau, ce qui crée un problème de pollution.
Ces systèmes dérivants s’échouent naturellement sur les côtes et des ong comme Oceanika aux seychelles mettent en œuvre des moyens et des hommes pour les ramasser afin de protéger le corail et les plages .
Aucune  étude scientifique n'a été menée pour évaluer la proportion de simple concentration de biomasse préexistante et celle de l'augmentation réelle de la biomasse.